# 시모타케노쇼촌
시모타케노쇼촌(下竹荘村)은 오카야마현 조보군에 있던 촌이다. 현재의 기비추오정의 일부에 해당한다.